# Gesamtschule Osterfeld
Die Gesamtschule Osterfeld (GSO) ist eine Gesamtschule in Oberhausen Osterfeld. Sie ist eine der größten Schulen NRWs mit einer Schülerschaft von über 1500 Schülern, häufig achtzügigen Jahrgängen und rund 140 tätigen Lehrkräften.

## Geschichte
Die GSO wurde am 25. August 1969 gegründet und stellt den ersten Gesamtschulversuch im Rheinland dar. Zu dieser Zeit arbeiteten an der Schule 15 Lehrende und es wurden 262 Schüler unterrichtet. Ab 1977 startete die Oberstufe an der GSO, sodass dort nun Abitur erreicht werden konnte. Der erste Jahrgang machte 1978 seine allgemeine Hochschulreife und bestand aus 115 Absolventen.
Ab April 1988 galt die Gesamtschule Osterfeld als die größte Schule NRWs mit 2013 Schülern.
Im Jahr 2014 wurde das Schulgebäude grundrenoviert, sodass mittlerweile einige digital ausgestattete Klassenräume vorhanden sind.

## Schulkonzept
Die GSO bietet ein weitspektrales Förderprogramm an. Vor allem Sprachförderkurse sind wegen des hohen Schüleranteils, dessen Muttersprache nicht Deutsch ist, omnipräsent.
Die Gesamtschule Osterfeld ist als Ganztagsschule konzipiert.